# Atrioventriculair septumdefect

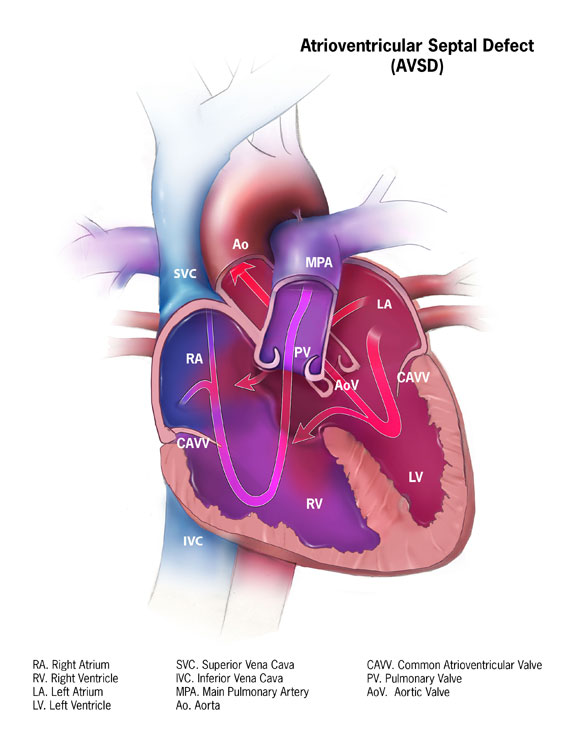
Atrioventriculair-septumdefect

Het atrioventriculair-septumdefect (AVSD) of atrioventriculair kanaaldefect (AVCD), ook bekend als endocardiaal kussendefect (ECD), wordt gekenmerkt door een tekortkoming van het atrioventriculaire septum van het hart dat verbindingen creëert tussen alle vier de hartholtes (twee ventrikels en twee atriums). Het is een zeer specifieke combinatie van drie defecten:
- Atriumseptumdefect (ASD), een gat in de wand tussen de rechter- en linkerboezem;
- Ventrikelseptumdefect (VSD), een gat in de wand tussen de rechter- en linkerkamer; en
- Afwijkingen van de mitralisklep en/of tricuspidalisklep.[1][2]

AVCD wordt veroorzaakt door een abnormale of inadequate fusie van de bovenste en onderste endocardiale kussens met het middelste gedeelte van het atriumtusenschot en het musculaire gedeelte van het ventrikeltussenschot.  In tegenstelling tot sommige hartafwijkingen zal de aandoening niet verdwijnen na verloop van tijd en de meeste baby's moeten een openhartoperatie ondergaan. De operatie om dit defect te corrigeren is meestal succesvol en de meeste baby's doen het erg goed na de operatie.

## Symptomen
Symptomen kunnen bestaan uit ademhalingsmoeilijkheden (dyspneu) en blauwachtige verkleuring van de huid, nagels en lippen (cyanose). Een baby zal tekenen van hartfalen beginnen te vertonen, wat snelle ademhaling, voedingsproblemen, langzame gewichtstoename, weinig energie en koud, klam zweten kan omvatten. Symptomen verschijnen vaak tussen de leeftijd van 1-2 maanden, maar kunnen bij sommige pasgeborenen eerder optreden.[4]

### Complicaties
Normaal gesproken verdelen de vier holtes van het hart zuurstofrijk en zuurstofarm bloed apart van elkaar. Wanneer er gaten tussen de holtes ontstaan, zoals bij het atrioventriculair-septumdefect, kan het zuurstofrijke en zuurstofarme bloed zich vermengen. Als gevolg hiervan wordt het slagaderlijkbloed minder zuurstofrijk dan normaal, wat ischemie en cyanose in distale weefsels veroorzaakt. Om dit te compenseren, moet het hart een groter volume bloed pompen om voldoende zuurstof te leveren, wat leidt tot hartvergroting en hypertrofie.
De ontwikkeling van pulmonale hypertensie is zeer ernstig. En dit omdat de linker hartkamer verzwakt is door overmatig gebruik. Wanneer dit gebeurt, loopt de druk terug in de longaderen en de longen. Dit type schade is onomkeerbaar, daarom wordt onmiddellijke behandeling na diagnose aanbevolen.

### Samengaande aandoeningen
Het syndroom van Down komt vaak samen met atrioventriculair kanaaldefect voor. Andere risicofactoren zijn: een ouder hebben met een aangeboren hartafwijking, alcoholgebruik tijdens de zwangerschap, ongecontroleerde diabetesbehandeling tijdens de zwangerschap en sommige medicijnen tijdens de zwangerschap.
Dit type aangeboren hartafwijking gaat samen met patiënten met het syndroom van Down (trisomie 21) of situs ambiguussyndromen. 45% van de kinderen met het syndroom van Down heeft een aangeboren hartafwijking. Van hen heeft 35-40% Atrioventriculair-septumdefecten.Ongeveer 40-50% van de foetussen met de diagnose atrioventriculair kanaaldefect heeft het syndroom van Down en nog eens 15-20% is geassocieerd met andere chromosomale afwijkingen en syndromen, zoals het syndroom van DiGeorge. De resterende 30-40% van de gevallen is niet gekoppeld aan een syndroom, waarbij atrioventriculair kanaaldefect wordt waargenomen zonder andere grote defecten.
Het atrioventriculair-septumdefect wordt ook in verband gebracht met het syndroom van Noonan. Het patroon dat bij patiënten met het syndroom van Noonan wordt gezien, verschilt van dat bij patiënten met het Down-syndroom, in die zin dat ‘gedeeltelijke’ atrioventriculair kanaaldefect vaker voorkomt bij patiënten met het syndroom van Noonan, terwijl bij patiënten met het Down-syndroom de ‘complete’ vorm van atrioventriculair kanaaldefect vaker voorkomt.

## Pathologie
Volledige atrioventriculair-septumdefect met gemengd zuurstofrijk en zuurstofarm bloed dat zowel de aorta als de longslagaders binnenkomt.
Defecte embryonale vorming van het hart resulteert in meerdere gaten tussen de hartholtes. Bij atrioventriculair-septumdefect zijn alle vier de holtes verbonden, maar de exacte kenmerken van gaten en misvormingen kunnen per patiënt verschillen. Zelfs binnen de categorieën van "volledige" en "gedeeltelijke" atrioventriculair-septumdefect bestaan er meerdere morfologieën, met verschillende klinische gevolgen. Klinische en fysiologische manifestaties van de ziekte kunnen ook in de loop van de tijd veranderen, als reactie op aanhoudende stress.

## Diagnose
Echografie toont een compleet atrioventriculair-septumdefect.
Atrioventriculair-septumdefecten kunnen worden gedetecteerd door hartauscultatie; ze veroorzaken atypische ruis en luide harttonen. Bevestiging van bevindingen uit hartauscultatie kan worden verkregen met een hartechografie (echocardiografie - minder invasief) en hartkatheterisatie (meer invasief). Het is ook mogelijk om atrioventriculair-septumdefect in de baarmoeder te diagnosticeren via routinematige foetale echo's of, meer definitief, foetale elektrocardiogrammen.

## Behandeling
De behandeling is chirurgisch en omvat het sluiten van de atrium- en ventrikelseptumdefecten en het herstellen van een competente linker atrioventriculaire klep voor zover mogelijk. Open chirurgische procedures vereisen een hart-longmachine en worden uitgevoerd met een mediane sternotomie. De chirurgische mortaliteit voor ongecompliceerde ostium primum-defecten in ervaren centra is 2%; voor ongecompliceerde gevallen van een volledig atrioventriculair kanaaldefect, 4% of minder. Bepaalde complicaties zoals tetralogie van Fallot of een zeer ongebalanceerde stroming over de gemeenschappelijke atrioventriculaire klep kunnen het risico aanzienlijk verhogen.
Baby's geboren met atrioventriculair-septumdefect zijn over het algemeen in voldoende gezondheid om geen onmiddellijke correctieve operatie nodig te hebben. Als een operatie niet onmiddellijk na de geboorte nodig is, wordt de pasgeborene de komende maanden nauwlettend in de gaten gehouden en wordt de operatie uitgesteld tot de eerste tekenen van longproblemen of hartfalen. Dit geeft de baby de tijd om te groeien, waardoor de grootte van het hart toeneemt en daarmee de operatie gemakkelijker wordt, evenals het herstel. Bij baby’s is doorgaans binnen drie tot zes maanden een operatie nodig, maar het kan ook wel twee jaar duren voordat de operatie noodzakelijk wordt, afhankelijk van de ernst van het defect.